# Bataille de Kashii
Siège d'Osaka
La bataille de Kashii (樫井の戦い) est la toute première bataille de la campagne d'été de 1615 du siège d'Osaka, au début de l'époque d'Edo de l'histoire du Japon. Elle se déroule le 26e jour du 4e mois de l'ère Keichō.
Comme l'armée de l'Est du shogun se prépare à renouveler le siège commencé l'hiver précédent, la garnison du château d'Osaka sort et tend des embuscade aux forces des Tokugawa dans un certain nombre d'escarmouches et de sièges. Lors de la bataille de Kashii, un contingent de forces loyales à Toyotomi Hideyori, daimyo d'Ōsaka, essaye d’assiéger le château de Wakayama contrôlé par Asano Nagaakira, un allié du shogun. Les attaquants sont menés par Ōno Harufusa, Ban Naoyuki et Okabe Noritsuna.
La garnison d'Asano se rend compte que les agresseurs sont éloignés d'appuis ou de renforts et les rencontrent à la bataille à Kashii, à une courte distance de Wakayama. Okabe et Ban sont tués dans la bataille, et Ōno est donc forcé de battre en retraite vers Ōsaka.